# Consolat d'Estònia a Barcelona
El Consolat Honorari de la República d'Estònia a Barcelona és la missió diplomàtica de la República d'Estònia a la ciutat de Barcelona. La seva seu és al número 401 de l'avinguda de la Diagonal, al districte de l'Eixample de Barcelona. La seva àrea d'operació és la comunitat autònoma de Catalunya.
Des del 30 de juny de 2000, el cònsol general honorari és Josep Lluís Rovira Escubós.